# Кюран
Кюра́н (фр. Curan, окс. Curanh) — коммуна во Франции, находится в регионе Окситания. Департамент — Аверон. Входит в состав кантона Саль-Кюран. Округ коммуны — Мийо.
Код INSEE коммуны — 12307.
Коммуна расположена приблизительно в 520 км к югу от Парижа, в 135 км северо-восточнее Тулузы, в 28 км к юго-востоку от Родеза.

## Население
Население коммуны на 2008 год составляло 302 человека.
| 1962 | 1968 | 1975 | 1982 | 1990 | 1999 | 2008 |
| ---- | ---- | ---- | ---- | ---- | ---- | ---- |
| 494  | 510  | 439  | 408  | 357  | 302  | 302  |

## Экономика
В 2007 году среди 172 человек в трудоспособном возрасте (15—64 лет) 133 были экономически активными, 39 — неактивными (показатель активности — 77,3 %, в 1999 году было 75,8 %). Из 133 активных работали 131 человек (81 мужчина и 50 женщин), безработных было 2 (1 мужчина и 1 женщина). Среди 39 неактивных 8 человек были учениками или студентами, 19 — пенсионерами, 12 были неактивными по другим причинам.

## Фотогалерея

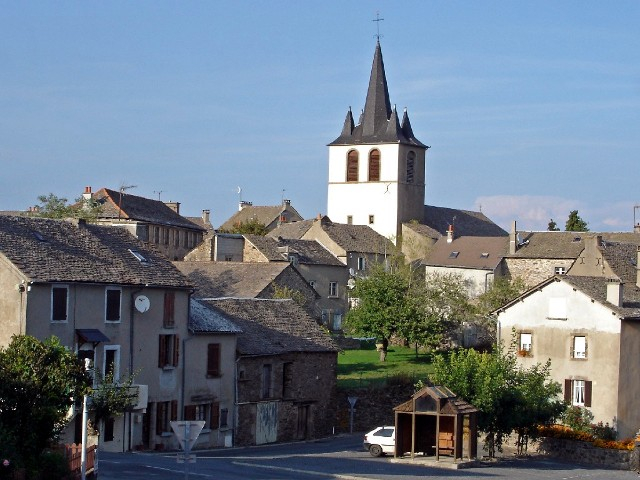
Кюран
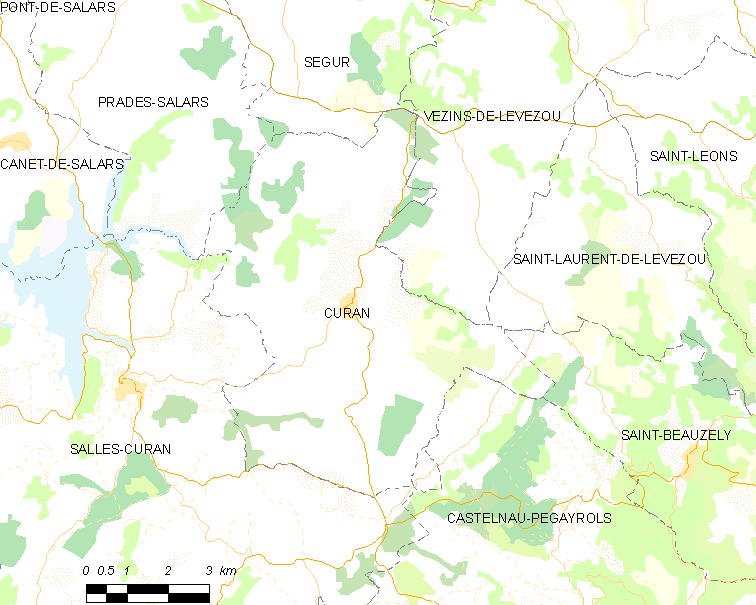
Карта коммуны